# Loro Ciuffenna
Loro Ciuffenna est une commune italienne de la province d'Arezzo, dans la région Toscane.

## Administration
| Période                                  | Période | Identité | Étiquette | Qualité |
| ---------------------------------------- | ------- | -------- | --------- | ------- |
|                                          |         |          |           |         |
| Les données manquantes sont à compléter. |         |          |           |         |

### Hameaux
Chiassaia, Malva, Modine, Talla, Trappola, Pratovalle, Roveraia, Casamona, Anciolina

### Communes limitrophes
Castel Focognano, Castel San Niccolò, Castelfranco di Sopra, Castiglion Fibocchi, Ortignano Raggiolo, Talla, Terranuova Bracciolini

## Notes et références

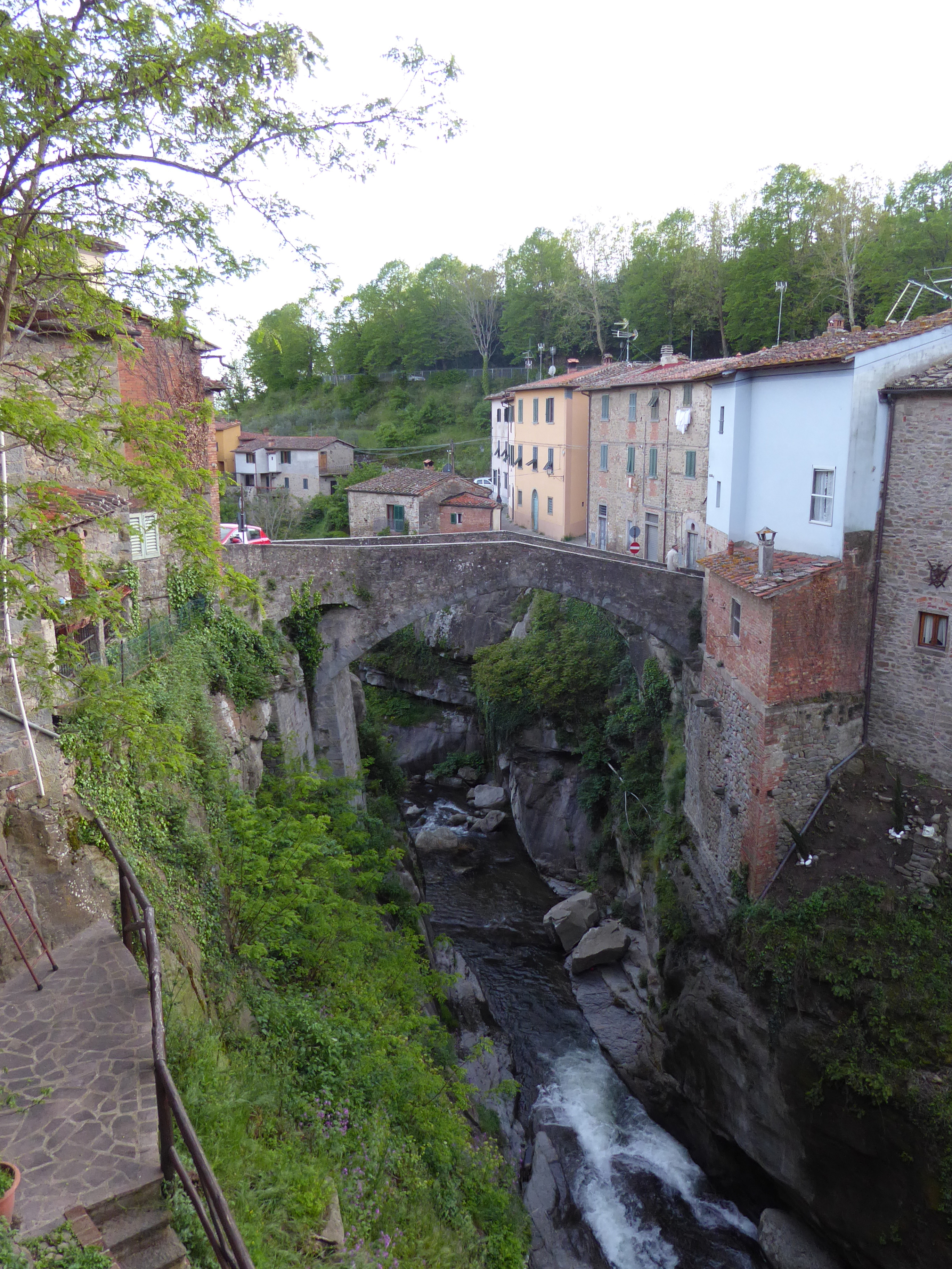
Loro Ciuffenna

## Galerie de photos

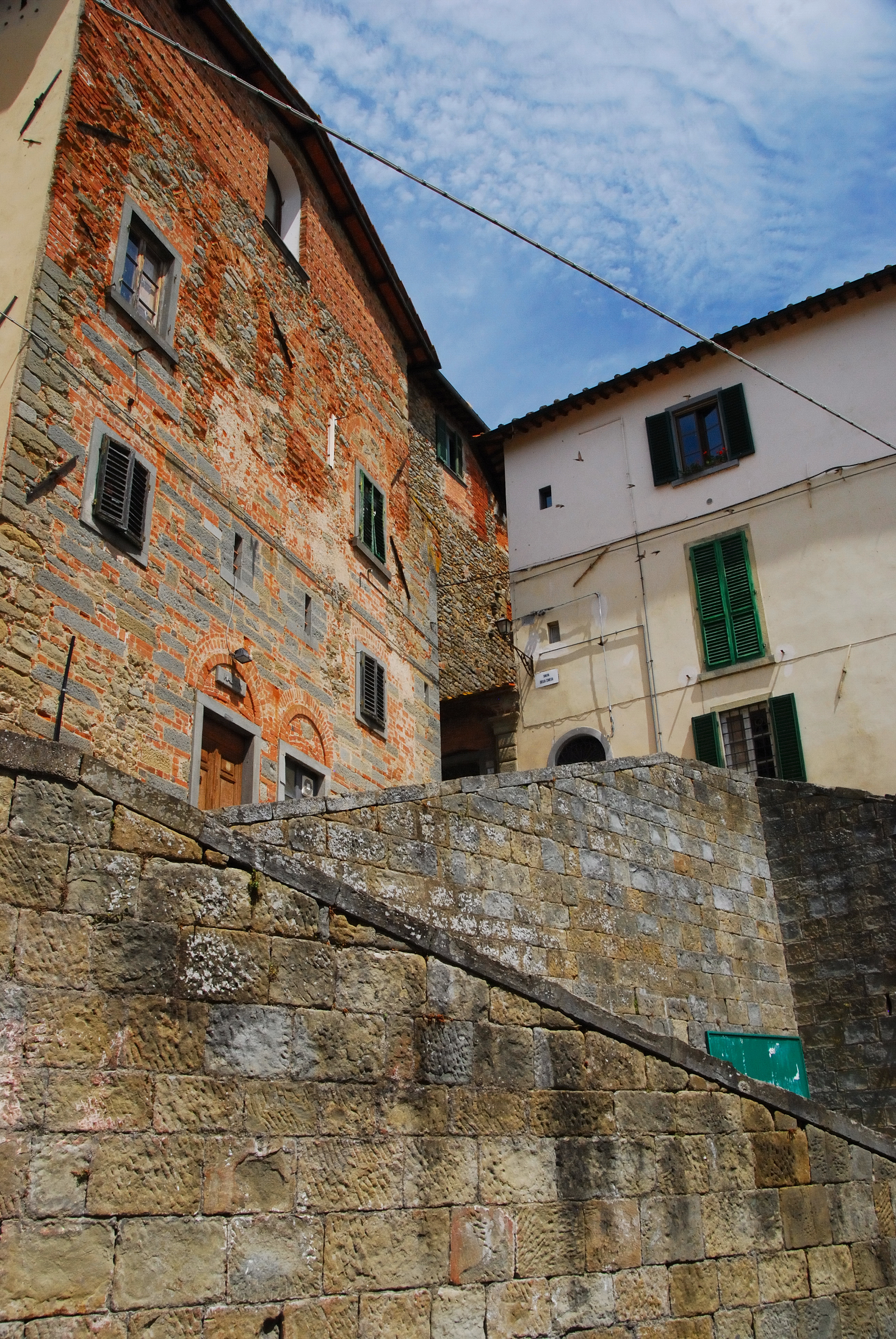
Loro Ciuffenna

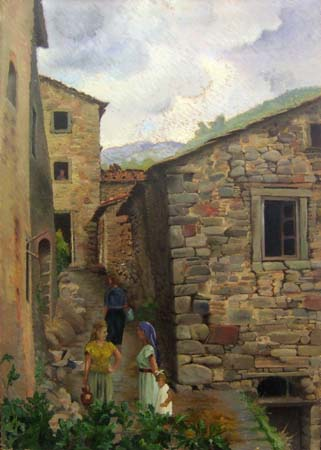
Pratovalle - Chat à la source (Chiacchiere alla fonte, Pratovalle) (1950), Valentino Ghiglia

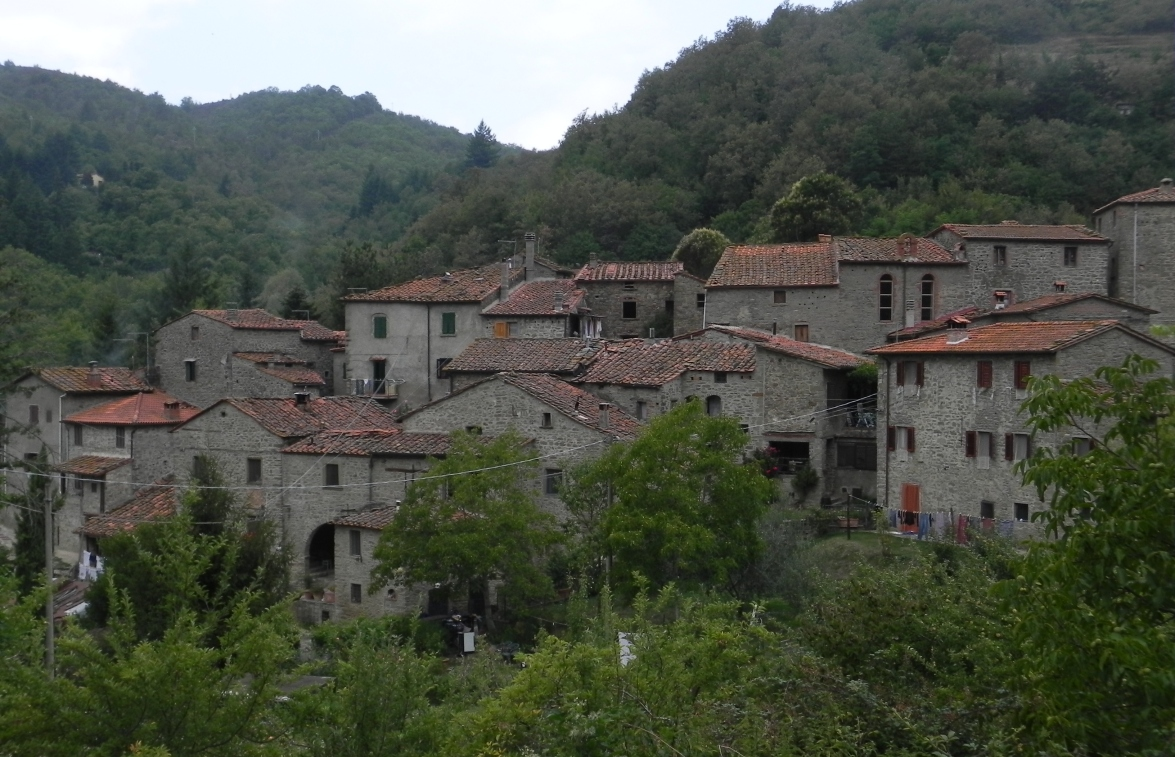
Pratovalle

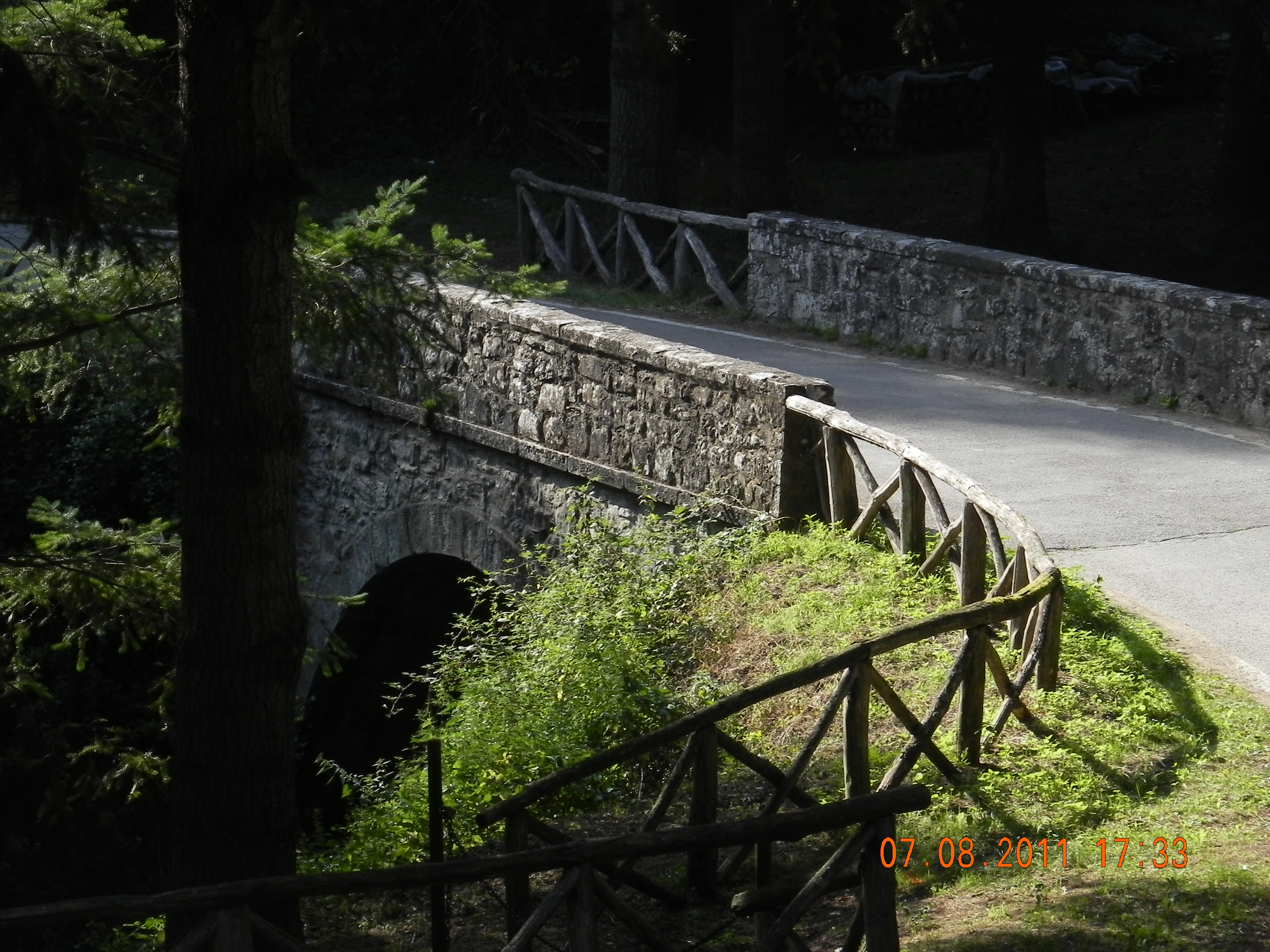
Pratovalle

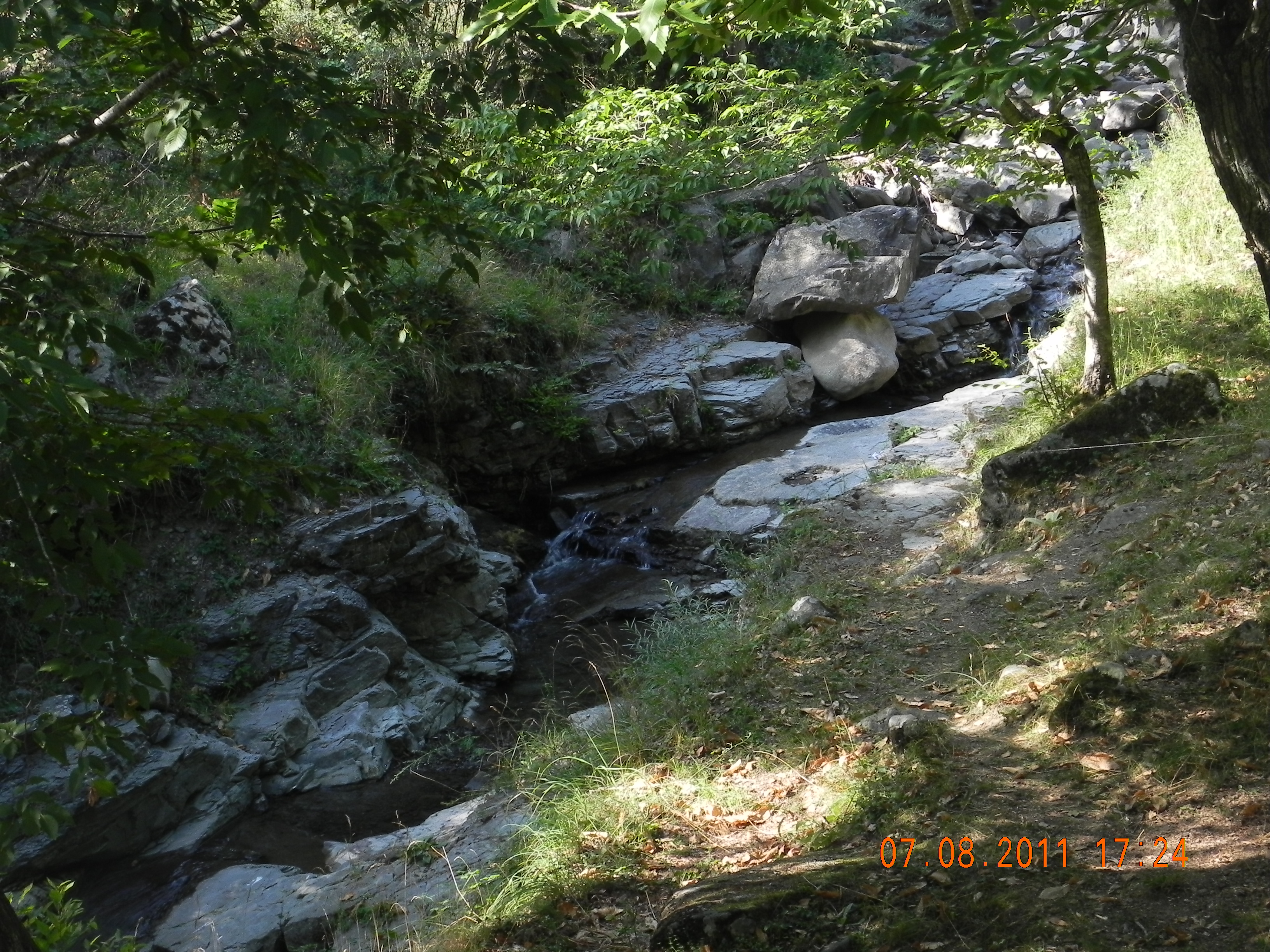
Torrent Agna de Pratovalle à Pratovalle

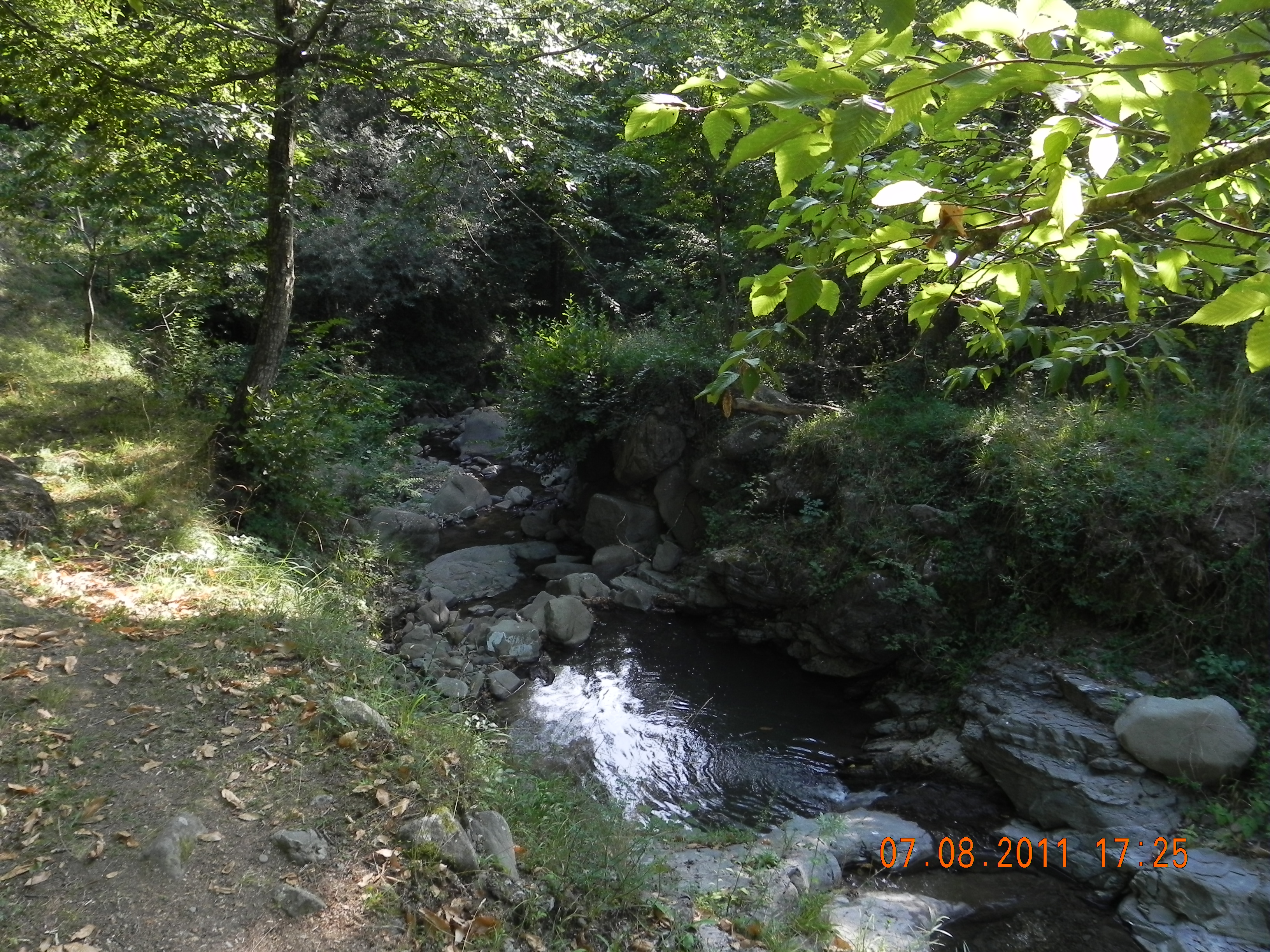
Torrent Agna de Pratovalle à Pratovalle